# Joseph Couture
Joseph Couture, né à Forêt en 1890 et mort dans son village natal en 1965, est un peintre et dessinateur belge. Il est aussi professeur de dessin à l'Académie royale des beaux-arts de Liège de 1921 à 1954.

## Biographie
Il étudie à l'Académie royale des beaux-arts de Liège où il suit les cours d'Adrien de Witte, Auguste Donnay, Évariste Carpentier et François Maréchal,. Quand éclate la Première Guerre mondiale en 1914, il se porte volontaire de guerre,. Il est blessé durant le conflit et obtient le statut d'invalide de guerre. Il se marie avec A. Lejeune le 15 septembre 1921. De 1921 à 1954 il est professeur de dessin à l'Académie royale des beaux-arts de Liège,.

## Œuvre

### Style et techniques artistiques
Il réalise principalement des peintures à l'huile et des aquarelles et se centre surtout dans des genres comme le paysage, les marines et les natures mortes,. Il est spécialement reconnu pour ses peintures de fleurs,.

### Catalogue et musées
Des œuvres de Joseph Couture sont présentes dans les collections du Musée de l'art wallon (La Boverie) et de la Province de Liège,.

## Expositions
Il expose au Cercle royal des Beaux-Arts de Liège de 1921 à 1961,.
- 1926 : Palais des Beaux‑Arts du Parc de la Boverie, du 15 mai au 15 juin, Liège[9],[10].
- 1964 : 125e anniversaire de l'Académie royale des Beaux‑Arts, du 11 avril au 10 mai, Musée des Beaux-Arts, Liège[9].
- 1992 : Le Cercle royal des Beaux-Arts de Liège 1892-1992, du 18 septembre au 20 avril 1993, Cercle royal des Beaux-Arts, Liège[11].
- 2019 : Logne autrefois. Sur les traces d’Évariste Carpentier et de l’École liégeoise du paysage, du 22 juillet au 31 août, Musée du château fort de Logne, Liège[12],[13].

## Réception critique
« Sa peinture est sincère et charmante. Sans être révolutionnaires, ses paysages charment par leurs aspects paisibles et reposants. »

— Jacques Goijen